# Пшенсін
Пшенсін (пол. Przęsin, нім. Hansberg) — село в Польщі, у гміні Мястко Битівського повіту Поморського воєводства.
Населення — 334 особи (2011).
У 1975-1998 роках село належало до Слупського воєводства.

## Демографія
Демографічна структура станом на 31 березня 2011 року:
|          | Загалом | Допрацездатний вік | Працездатний вік | Постпрацездатний вік |
| -------- | ------- | ------------------ | ---------------- | -------------------- |
| Чоловіки | 165     | 40                 | 118              | 7                    |
| Жінки    | 169     | 55                 | 92               | 22                   |
| Разом    | 334     | 95                 | 210              | 29                   |